# 13 mei
13 mei is de 133ste dag van het jaar (134ste dag in een schrikkeljaar) in de gregoriaanse kalender. Hierna volgen nog 232 dagen tot het einde van het jaar.

## Gebeurtenissen
- Algemeen

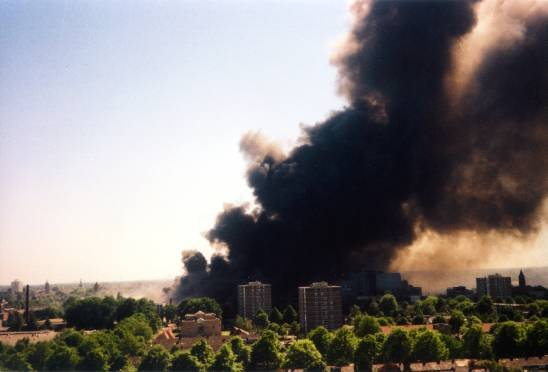
De vuurwerkramp in Enschede

  - 2000 - Vuurwerkramp in Enschede, 23 doden en ongeveer 950 gewonden.
  - 2008 - Brand verwoest de faculteit Bouwkunde van de Technische Universiteit Delft.
  - 2014 - Bij een mijnramp in Soma (Turkije) vallen minstens 274 doden.
  - 2015 - Chatsoftware Discord wordt uitgebracht.
  - 2024 - Vulkaan Ibu op de Noord-Molukken (Indonesië) komt tot een krachtige uitbarsting nadat de vulkaan de afgelopen dagen al steeds actiever was geworden. Door de eruptie ontstaat een aswolk die tot ruim 6 km hoogte reikt.[1]
  - 2024 - In Mumbai (India) vallen minstens 14 doden en raken tientallen mensen gewond als gevolg van een stofstorm die een groot reclamebord omver blaast waarna deze op een aantal woningen en een tankstation valt. Ook het vliegverkeer en openbaar vervoer ondervinden hinder van de storm.[2]
- Economie
  - 1987 - De Wereldbank stopt met geld lenen aan Zambia omdat het Afrikaanse land niet langer het bezuinigingsprogramma van het Internationaal Monetair Fonds uitvoert.
- Kunst en cultuur
  - 2024 - De Nederlandse schrijver Rob van Essen wint de Libris Literatuur Prijs voor zijn roman Ik kom hier nog op terug. Volgens de jury is het boek "van uitzonderlijke kwaliteit" en "de beste roman die Rob van Essen tot nu toe schreef".[3] In 2019 mocht van Essen deze prijs in ontvangst nemen voor zijn autobiografische roman De goede zoon.[4]
- Oorlog
  - 1568 - Slag bij Langside: het leger van Maria I van Schotland, wordt verslagen door de gezamenlijke protestantse strijdkrachten onder leiding van Jacobus Stewart, Graaf van Moray, haar halfbroer.
  - 1779 - Beierse Successieoorlog eindigt met het Verdrag van Teschen dat in Cieszyn gesloten wordt tussen Oostenrijk en Pruisen. Oostenrijk kreeg de Innviertel en deed afstand van de rest van Beieren.
  - 1809 - Napoleon Bonaparte trekt in de Vijfde Coalitieoorlog opnieuw Wenen binnen.
  - 1846 - Het Amerikaanse Congres verklaart Mexico de oorlog.
  - 1940 - Laatste kabinetsvergadering in Nederland voor het vertrek van de regering naar Engeland, in het Fort aan den Hoek van Holland.
  - 1940 - De Duitse verovering van Frankrijk start met het oversteken van de Maas door het Duitse leger.
  - 1940 - Winston Churchill houdt zijn "Bloed, zwoegen, tranen en zweet" speech in het Engelse Lagerhuis.
  - 1940 - Koningin Wilhelmina ontvlucht Nederland om naar Engeland te gaan vanwege de Duitse invasie van Nederland. Prinses Juliana neemt haar kinderen mee naar Canada voor hun veiligheid.
  - 2008 - Een hindoetempel wordt aangevallen door islamitische terroristen. 63 doden en 216 gewonden.
  - 2016 - Bewapende IS-terroristen vallen een café aan in Balad, een stad ten noorden van Bagdad. Op dat moment zit het café vol zat met fans van Real Madrid CF. Zeker 28 mensen komen om en meer dan 45 mensen raken gewond.
- Muziek
  - 1995 - In Dublin wint Secret Garden namens Noorwegen met Nocturne het 40e Eurovisiesongfestival. Nederland mag deze keer niet meedoen vanwege een te slecht resultaat in het voorgaande jaar.[5]
  - 2023 - Het 67e Eurovisiesongfestival in Liverpool wordt gewonnen door de Zweedse zangeres Loreen met Tattoo.[6] Na 2012 is het haar tweede overwinning van het festival. Namens België behaalt Gustaph met Because of You de 7e plaats.[7]
- Politiek
  - 1619 - Johan van Oldenbarnevelt wordt in Den Haag onthoofd op last van de Staten-Generaal. Hij was ter dood veroordeeld wegens landverraad en hoogverraad. Zelf vond hij dat hij onschuldig was en hij diende daarom geen gratieverzoek in, omdat dat een impliciete schuldbekentenis zou inhouden.
  - 1787 - Kapitein Arthur Phillip verlaat de haven van Portsmouth in Engeland met elf schepen vol veroordeelde criminelen om een strafkolonie in Australië te stichten.
  - 1830 - Ecuador wordt onafhankelijk.
  - 1888 - Brazilië schaft de slavernij af.
  - 1931 - Verkiezing van Paul Doumer tot president van Frankrijk.
  - 1958 - Vice-president Richard Nixon van de Verenigde Staten wordt in Caracas, Venezuela bijna gelyncht door een woedende menigte.
  - 1989 - Grote groepen studenten bezetten het Plein van de Hemelse Vrede in Peking en beginnen een hongerstaking.
  - 1990 - Mislukte staatsgreep in Madagaskar, waarbij het leger de studio's van de staatsradio herovert op elf opstandelingen.
  - 1999 - Verkiezing van Carlo Azeglio Ciampi tot tiende president van Italië.
  - 2011 - De VN Veiligheidsraad neemt Resolutie 1981 unaniem aan, en verlengde de VN-vredesmacht in Ivoorkust met tweeënhalve maand.
  - 2015 - Generaal-majoor Godefroid Niyombare van het Burundese leger verklaart dat president Pierre Nkurunziza is afgezet, omdat hij een ongrondwettelijke derde termijn ambieerde.
  - 2016 - De Venezolaanse president Nicolás Maduro roept de algemene noodtoestand uit, bedreigt fabriekseigenaren met arrestatie en kondigt grootschalige militaire oefeningen aan.
- Religie
  - 535 - De Romein Agapitus I wordt tot paus gekozen.
  - 1497 - Paus Alexander VI excommuniceert de Florentijnse Dominicaan en tiran Girolamo Savonarola.
  - 1572 - Verkiezing van kardinaal Ugo Boncompagni tot Paus Gregorius XIII.
  - 1914 - Bisschopswijding van Laurentius Schrijnen, bisschop van Roermond.
  - 1917 - Drie kinderen zeggen de Heilige Maagd Maria (Onze-Lieve-Vrouw van Fátima) gezien te hebben boven een boom in Cova da Iria nabij Fatima in Portugal.
  - 1917 - Bisschopswijding van Eugenio Pacelli, nuntius in Beieren, te Rome door Paus Benedictus XV.
  - 1920 - Heiligverklaring van Margaretha Maria Alacoque (1647-1690), Frans religieuze en mystica
  - 1923 - Zaligverklaring van Robertus Bellarminus (1542-1621), Italiaans theoloog en kardinaal.
  - 1948 - Verheffing van de Apostolische Prefectuur Makassar in Indonesië tot Apostolisch vicariaat.
  - 1962 - Bisschopswijding van Gerardus de Vet, Nederlands bisschop van Breda, door zijn voorganger Joseph Baeten in de kathedraal van Breda.
  - 1967 - Eendaags bezoek van Paus Paulus VI aan Fatima in Portugal voor de viering van de vijftigste verjaardag van de verschijning van Maria.
  - 1976 - Ontslag van de Italiaan Angelo Felici als nuntius in Nederland en benoeming van de Ier John Gordon tot zijn opvolger.
  - 1981 - Aanslag op Paus Johannes Paulus II in Rome.
  - 2005 - Benoeming van de Amerikaan William Levada tot prefect van de Congregatie voor de Geloofsleer van de Romeinse Curie als opvolger van Joseph Ratzinger.
  - 2006 - Zaligverklaring van Anna Maria Tauscher (1855-1938), stichteres van de Karmelietessen van het Goddelijk Hart van Jezus, in de kathedraal van Roermond.
- Sport
  - 1885 - Oprichting van de Nederlandsche Kolfbond in de sociëteit De Vereniging te Haarlem. Honderd jaar later, op maandag 13 mei 1985, krijgt de bond het predicaat Koninklijk.
  - 1920 - De nationale voetbalteams van Italië en Nederland spelen voor het eerst in de geschiedenis tegen elkaar. Het vriendschappelijke duel in Genua eindigt in een 1-1 gelijkspel door treffers van Dé Kessler (0-1) en Enrico Sardi (1-1).
  - 1950 - Op Silverstone, Groot-Brittannië wordt de eerste race verreden van het eerste Formule 1-kampioenschap.
  - 1984 - In Rijsel winnen de Nederlandse hockeysters de Europese titel door de Sovjet-Unie in de finale met 2-0 te verslaan.
  - 1984 - Johan Cruijff neemt afscheid als voetballer. Tijdens de wedstrijd Feyenoord – PEC Zwolle '82 gaat hij 10 minuten voor tijd onder groot applaus van het veld.
  - 1984 - MVV wordt kampioen van de eerste divisie door een gelijkspel bij Cambuur. De club promoveert samen met FC Twente naar de eredivisie.
  - 1987 - AFC Ajax wint de Europa Cup II door in de finale te winnen van Lokomotiv Leipzig met 1-0, door een doelpunt van Marco van Basten.
  - 1990 - In navolging van de mannenploeg behalen de Nederlandse hockeysters de wereldtitel. In Sydney verslaat het elftal van bondscoach Roelant Oltmans gastland Australië met 3-1.
  - 1990 - Het bekerduel tussen de Joegoslavische voetbalclubs Dinamo Zagreb en Rode Ster Belgrado eindigt in een complete veldslag als supporters van beide teams elkaar massaal te lijf gaan.
  - 1992 - AFC Ajax wint de Uefa Cup door in de finale te winnen van Torino FC (0-0 thuis en 2-2 uit).
  - 1995 - In Engeland wint Blackburn Rovers de eerste landstitel in 81 jaar.
  - 1998 - Chelsea wint de Europa Cup II. In de finale in Stockholm is de Engelse voetbalclub met 1-0 te sterk voor het Duitse VfB Stuttgart.
  - 1999 - AFC Ajax wint de KNVB beker door in de finale Fortuna Sittard te verslaan met 2-0.
  - 1999 - Katja Staartjes bedwingt als eerste Nederlandse vrouw de Mount Everest.
  - 2009 - Louis van Gaal maakt zijn overstap bekend van AZ naar FC Bayern München.
  - 2013 - Voetballer Mbaye Leye van Zulte Waregem wordt verkozen tot beste speler van Afrikaanse afkomst in de Belgische Jupiler Pro League en wint de Ebbenhouten Schoen.
  - 2022 - De 7e rit van de Ronde van Italië wordt gewonnen door de Nederlander Koen Bouwman. Het is zijn eerste overwinning in een grote ronde. Bauke Mollema wordt tweede.[8]
- Wetenschap en technologie
  - 1637 - Op last van kardinaal Richelieu wordt het tafelmes geïntroduceerd, zodat de dolk aan tafel niet langer nodig is.
  - 1884 - De American Institute of Electrical Engineers (AIEE), voorloper van de IEEE wordt opgericht.
  - 1935 - Carl Magee vraagt patent aan voor de parkeermeter.
  - 1964 - Lancering van de tweede onbemande test van het Apollo ruimtevaartuig waarbij het ontsnappingssysteem wordt getest dat de commandomodule met bemanning moet losmaken van de raket wanneer zich een noodgeval voor doet tijdens de lancering.[9]

## Geboren

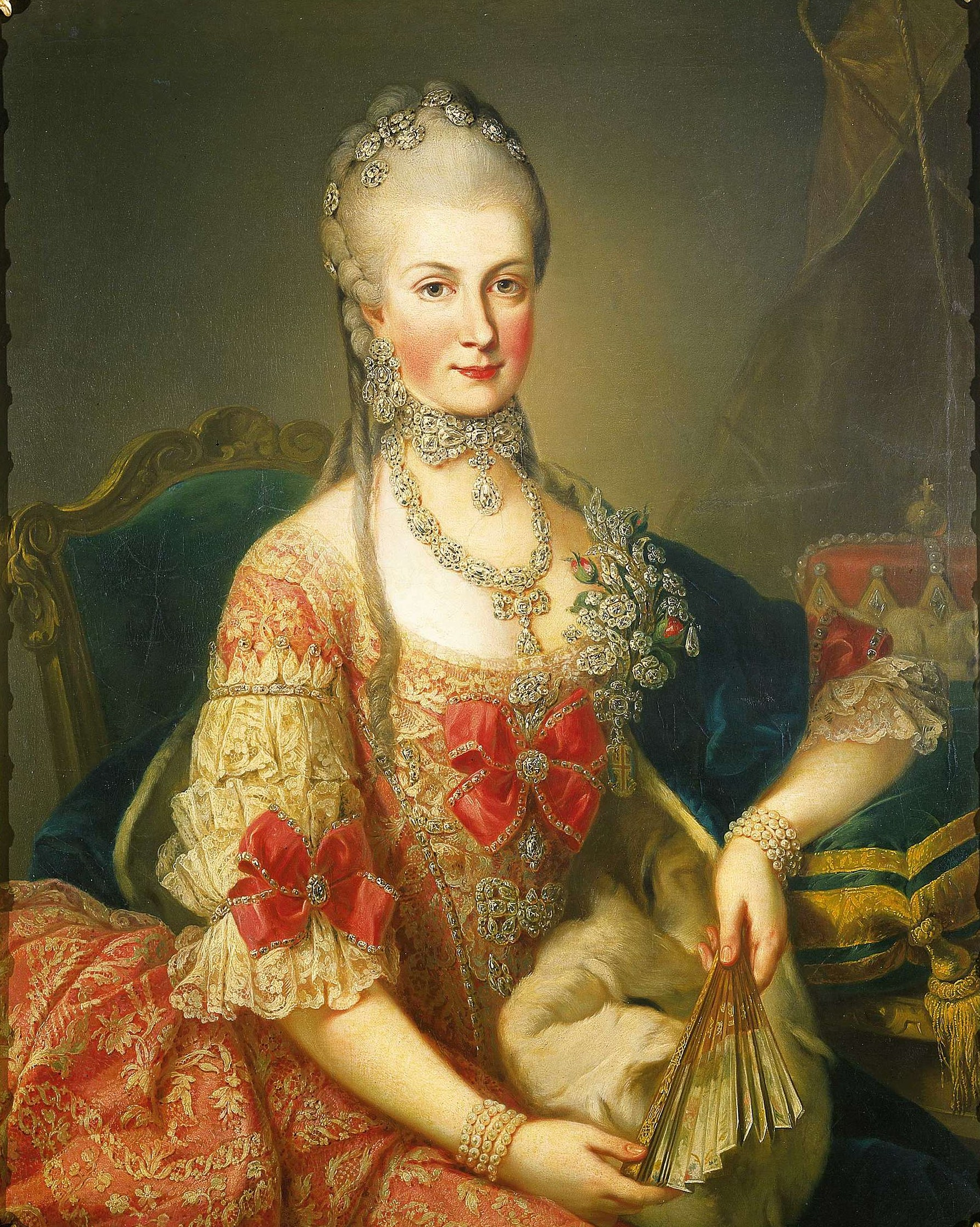
Maria Christina van Oostenrijk
geboren in 1742

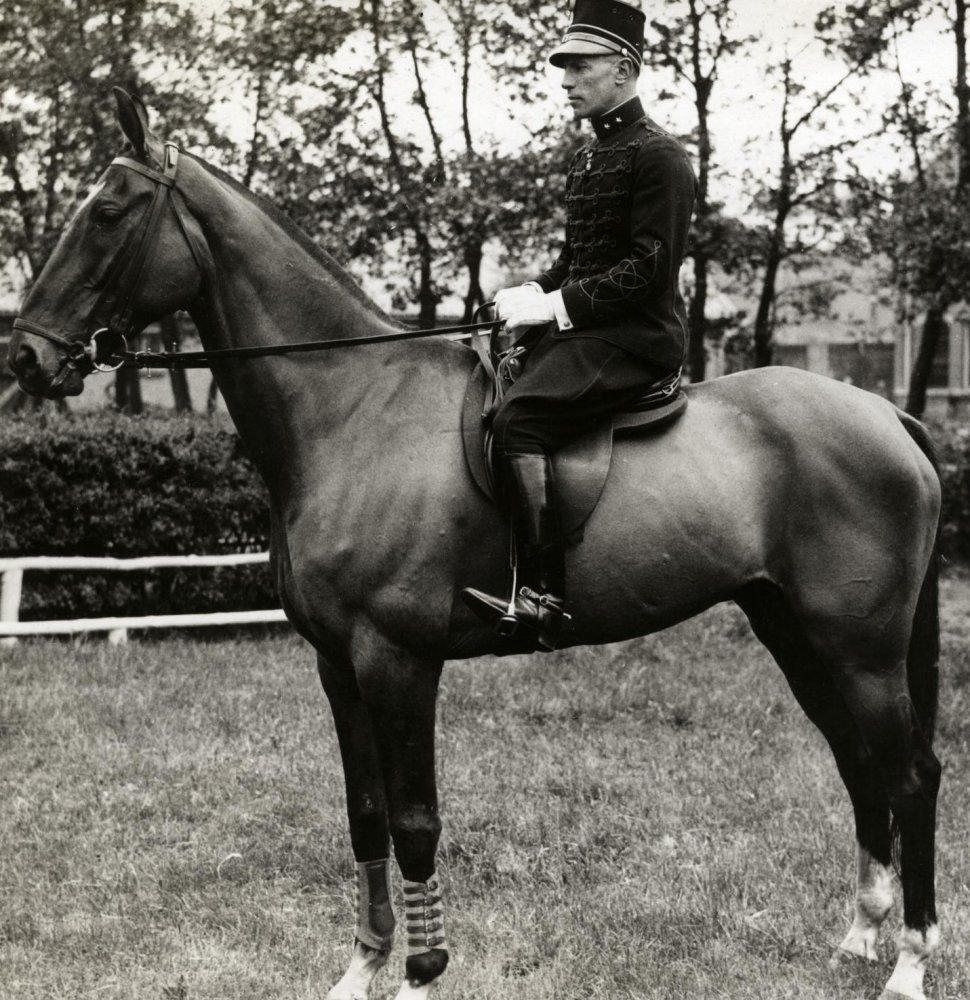
Charles Pahud de Mortanges
geboren in 1896

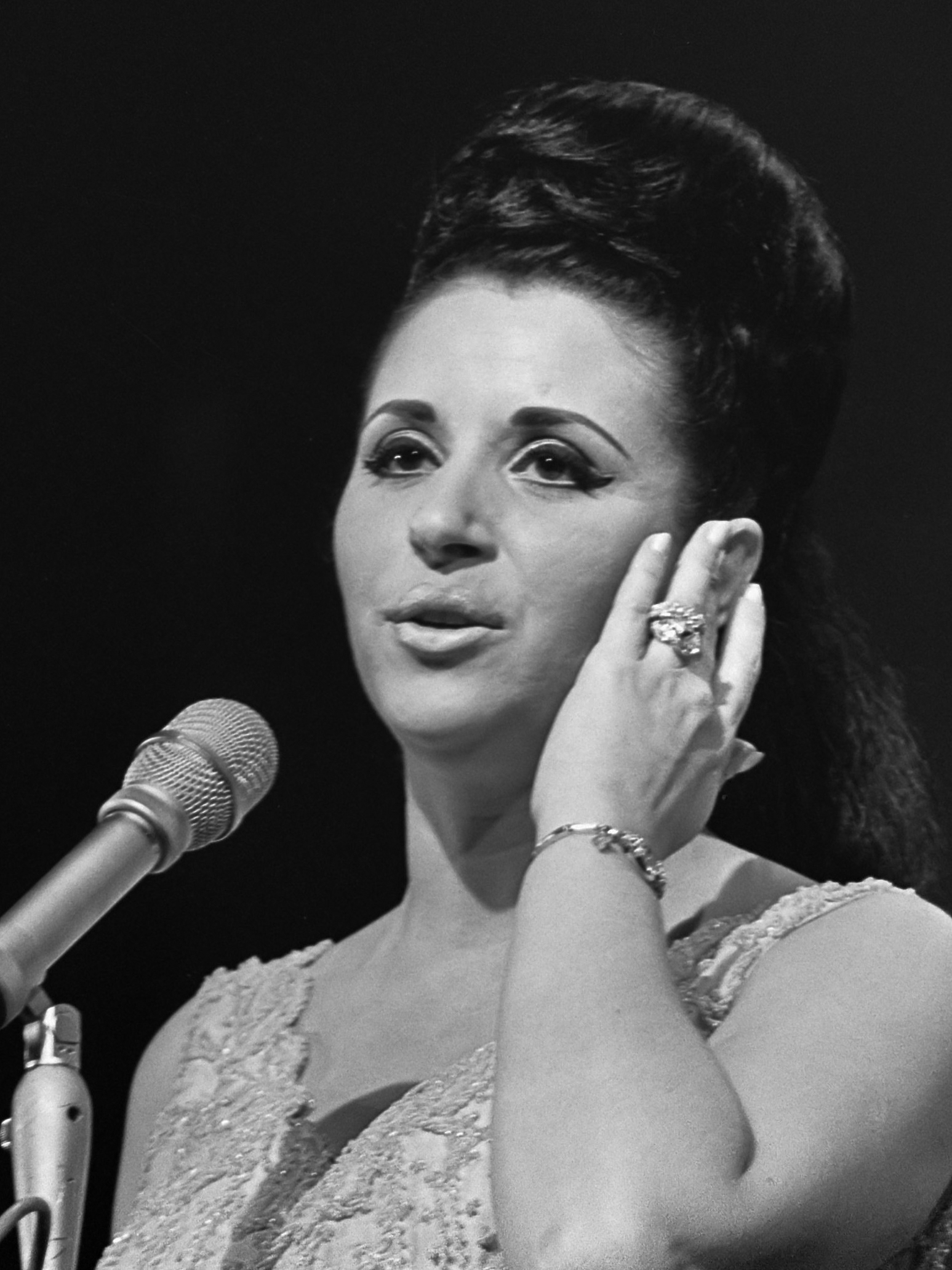
Lucille Starr
geboren in 1938

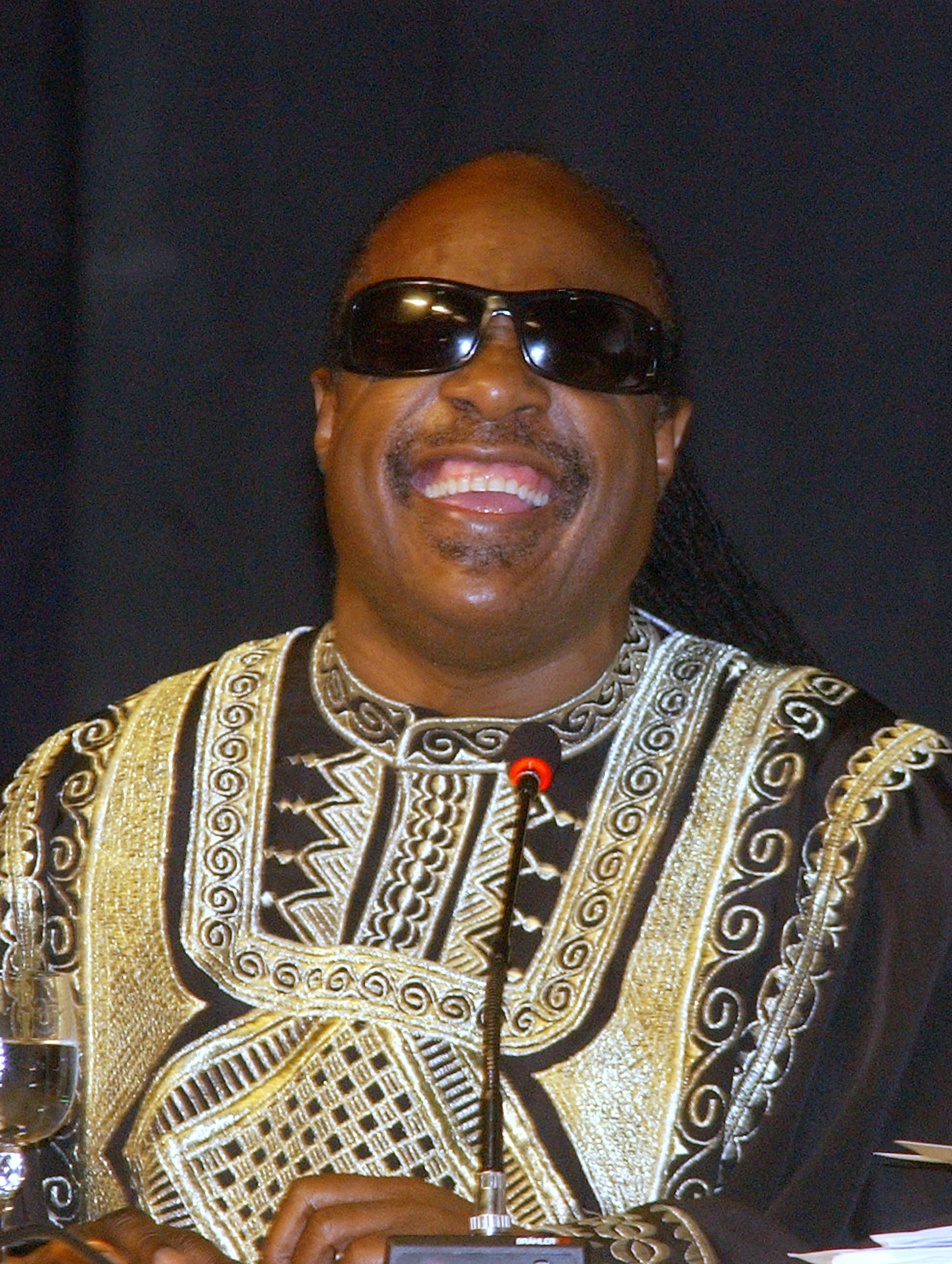
Stevie Wonder
geboren in 1950

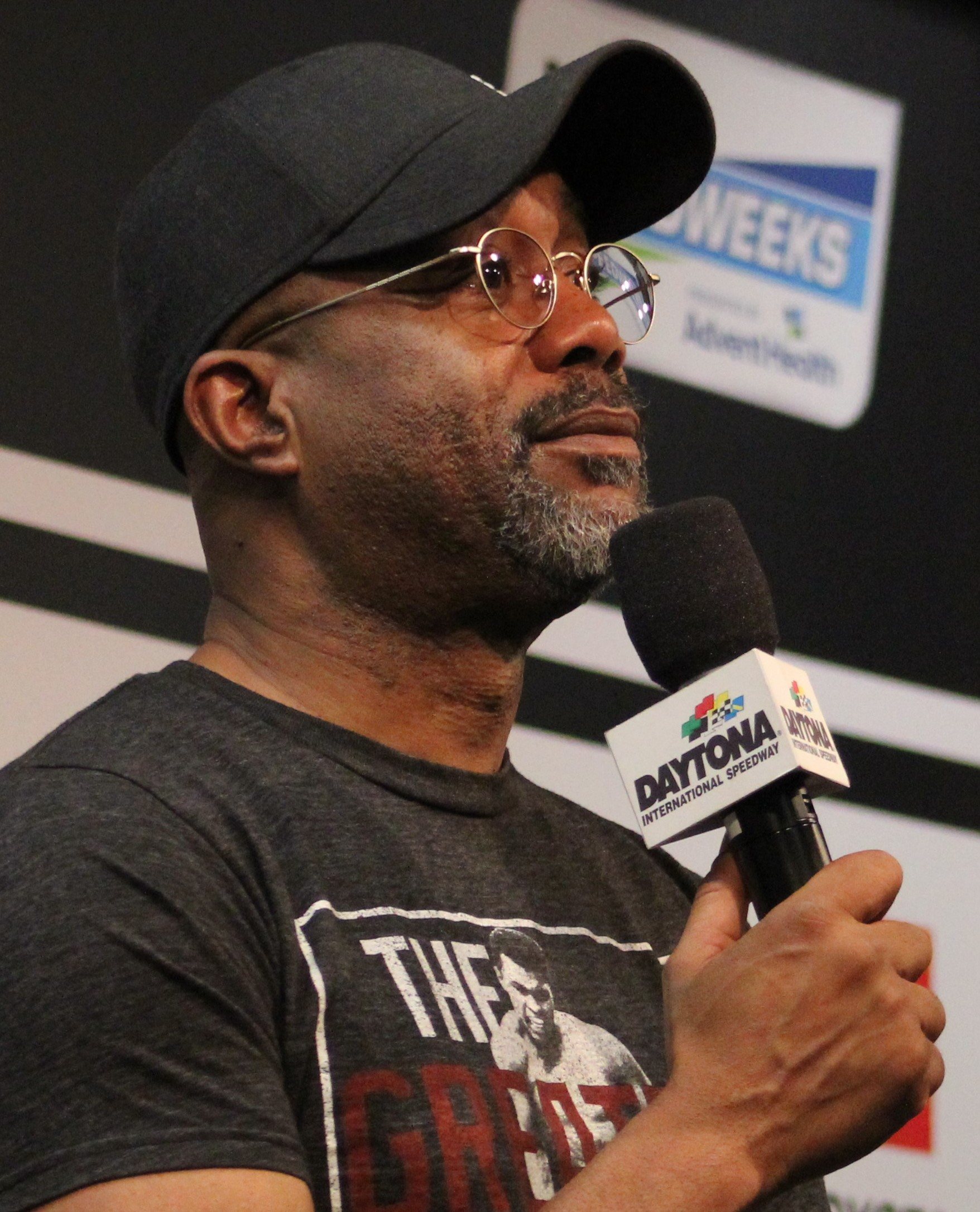
Darius Rucker
geboren in 1966

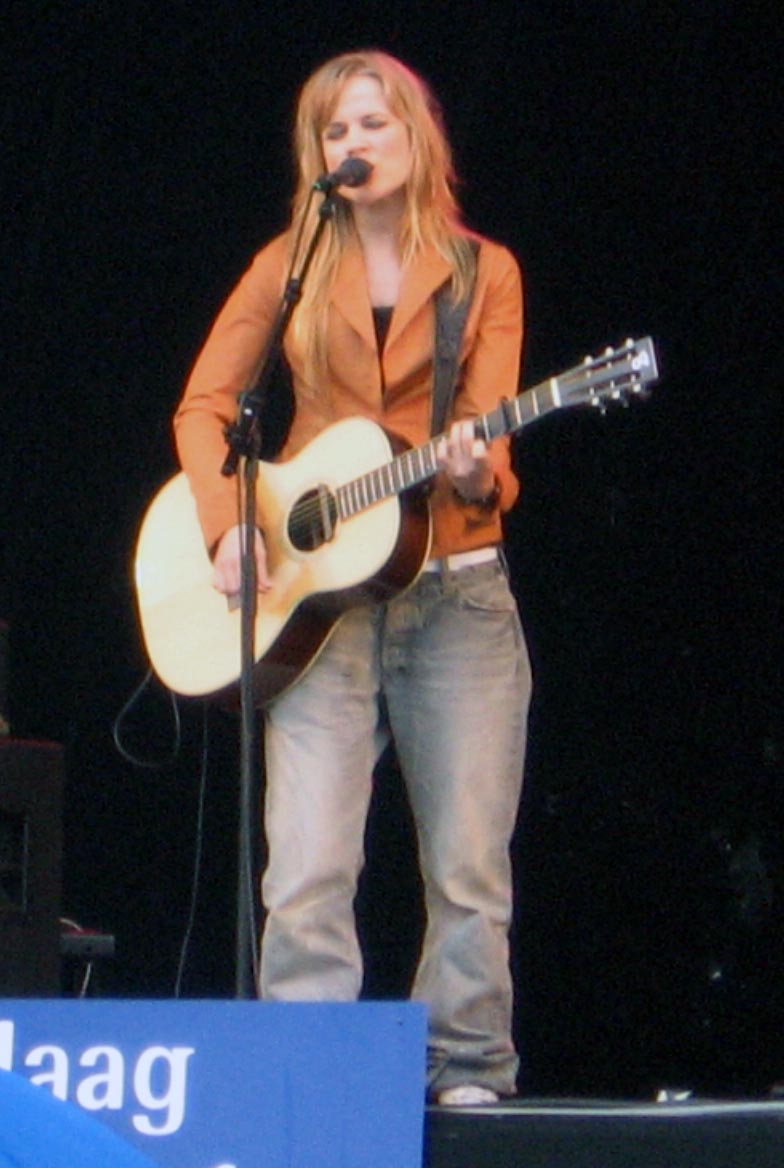
Ilse DeLange
geboren in 1977

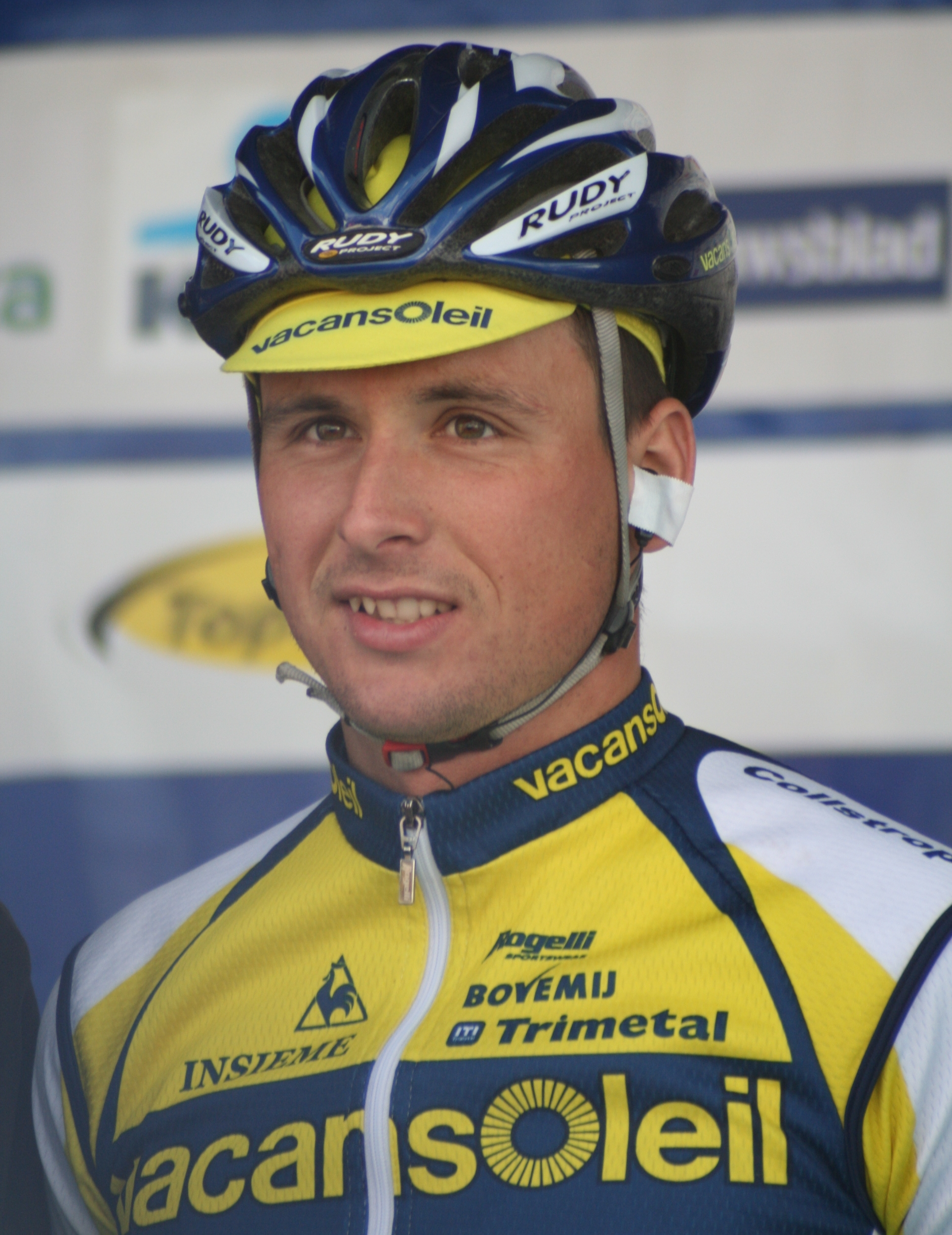
Johnny Hoogerland
geboren in 1983

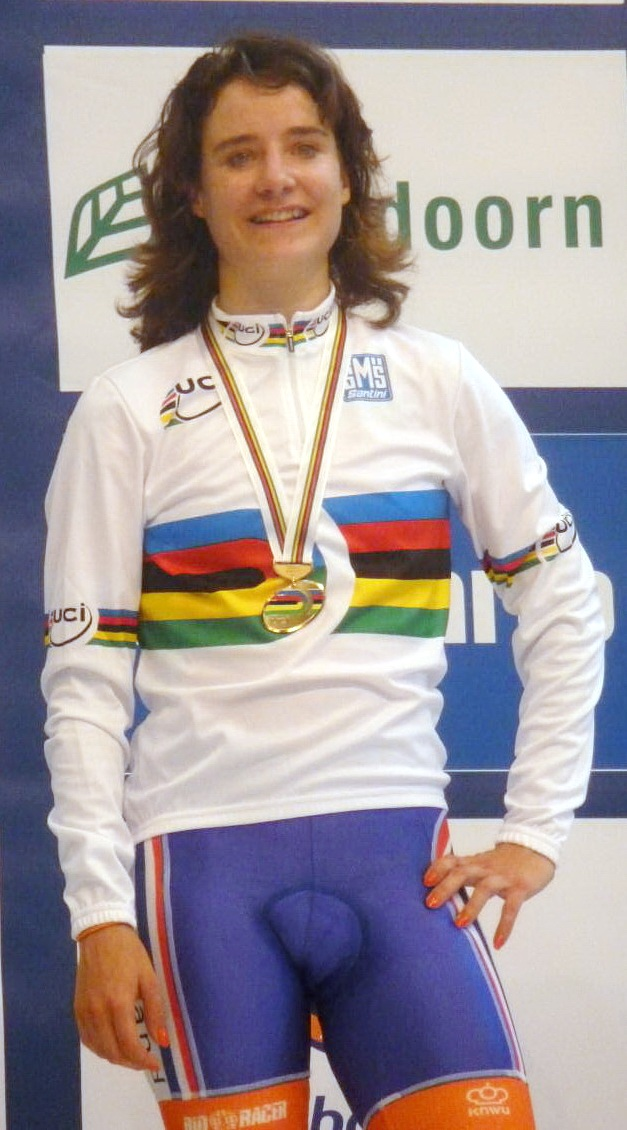
Marianne Vos
geboren in 1987

- 1024 - Hugo van Cluny, abt van het klooster van Cluny en heilige (overleden 1109)
- 1179 - Theobald III van Champagne, graaf van Champagne (overleden 1201)
- 1220 - Alexander Nevski vorst van Novgorod en grootvorst van Vladimir (overleden 1263)
- 1254 - Maria van Brabant, koningin van Frankrijk, dochter van Hendrik III van Brabant (overleden 1321)
- 1588 - Olaus Wormius, Deens arts en natuuronderzoeker en kenner van de Scandinavische oudheid (overleden 1654)
- 1655 - Michelangelo dei Conti, Italiaans geestelijke; de latere Paus Innocentius XIII (overleden 1724)
- 1717 - Maria Theresa, aartshertogin van Oostenrijk, koningin van Hongarije en Bohemen, keizerin van het Heilige Roomse Rijk (overleden 1780)
- 1742 - Maria Christina van Oostenrijk, landvoogdes van de Oostenrijkse Nederlanden (overleden 1798)
- 1754 - Jacob Haafner, Duits-Nederlands schrijver van reisverslagen (overleden 1809)
- 1767 - Johan VI van Portugal, koning van Portugal en Brazilië (overleden 1826)
- 1774 - Pierre-Narcisse Guérin, Frans kunstschilder (overleden 1833)
- 1792 - Giovanni Mastai-Ferretti, de latere Paus Pius IX (overleden 1878)
- 1842 - Arthur Sullivan, Brits componist (overleden 1900)
- 1850 - Modest Tsjaikovski, Russisch dichter en dramaturg (overleden 1916)
- 1859 - Kate Marsden, Brits missionaris, ontdekkingsreiziger en verpleegster (overleden 1931)
- 1882 - Georges Braque, Frans kunstschilder (overleden 1963)
- 1883 - Henk Sneevliet ("Maring"), Nederlands politicus en verzetsstrijder (overleden 1942)
- 1896 - Charles Pahud de Mortanges, Nederlands ruiter en meervoudig olympisch kampioen (overleden 1971)
- 1897 - Frank Wise, 16e premier van West-Australië (overleden 1986)
- 1900 - Karl Wolff, Duits SS-Obergruppenführer (overleden 1984)
- 1901 - Witold Pilecki, Pools beroepsmilitair en verzetsman (overleden 1948)
- 1904 - Jo Kluin, Nederlands voetballer (overleden 1977)
- 1907 - Daphne du Maurier, Brits schrijfster (overleden 1989)
- 1909 - Heinrich Müller, Oostenrijks voetballer en voetbalcoach (overleden 2000)
- 1912 - Theo van Baaren, Nederlands dichter en godsdiensthistoricus (overleden 1989)
- 1912 - Gil Evans, Canadees jazzmusicus (overleden 1988)
- 1912 - Marcel Thielemans, Belgisch zanger en trombonist (overleden 2003)
- 1913 - Theo Helfrich, Duits autocoureur (overleden 1978)
- 1914 - Joe Louis, Amerikaans zwaargewicht bokser (overleden 1981)
- 1914 - Johnnie Wright, Amerikaans country-zanger (overleden 2011)
- 1920 - Vassos Lyssarides, Cypriotisch politicus en arts (overleden 2021)
- 1922 - Otl Aicher, Duits grafisch vormgever (overleden 1991)
- 1922 - Beatrice Arthur, Amerikaans actrice (o.a. Dorothy in The Golden Girls) (overleden 2009)
- 1922 - Truus Dekker, Nederlands actrice (overleden 2022)
- 1924 - Concetto Lo Bello, Italiaans voetbalscheidsrechter (overleden 1991)
- 1925 - Roger Asselberghs, Belgisch jazzsaxofonist en -klarinettist (overleden 2013)
- 1925 - Yves de Wasseige, Belgisch senator (overleden 2021)
- 1926 - Charles Destrée, Nederlands verzetsstrijder en historicus (overleden 2019)
- 1927 - Archie Scott-Brown, Schots autocoureur (overleden 1958)
- 1927 - Frans Zwartjes, Nederlands filmregisseur en kunstenaar (overleden 2017)
- 1928 - Enrique Bolaños, Nicaraguaans politicus/president (overleden 2021)
- 1928 - Eugène Van Roosbroeck, Belgisch wielrenner (overleden 2018)
- 1928 - Theo Saat, Nederlands atleet (overleden 2015)
- 1929 - Fred Martin, Schots voetbaldoelman (overleden 2013)
- 1929 - Philibert Mees, Belgisch componist, pianist en misdaadslachtoffer (overleden 2006)
- 1929 - Creed Taylor, Amerikaans jazzproducent (overleden 2022)
- 1930 - Mike Gravel, Amerikaans politicus (overleden 2021)
- 1930 - Jacques Vercruysse, Belgisch atleet (overleden 2001)
- 1930 - Max Woiski jr., Surinaams-Nederlands zanger en gitarist (overleden 2011)
- 1931 - Jim Jones, Amerikaans religieus cultleider (overleden 1978)
- 1931 - Martin Schröder, Nederlands luchtvaartondernemer (overleden 2024)
- 1933 - Jan Sonneveld, Nederlands landbouwkundige en politicus (overleden 2022)
- 1934 - Paddy Driver, Zuid-Afrikaans autocoureur
- 1935 - John Engels, Nederlands jazzdrummer
- 1937 - Trevor Baylis, Brits uitvinder, zwemmer en stuntman (overleden 2018)
- 1937 - Roger Zelazny, Amerikaans schrijver (overleden 1995)
- 1938 - Giuliano Amato, Italiaans politicus
- 1938 - Lucille Starr, Canadees zangeres en songwriter (overleden 2020)
- 1939 - Hildrun Claus, Oost-Duits atlete
- 1939 - Harvey Keitel, Amerikaans acteur
- 1941 - Imca Marina, Nederlands zangeres
- 1941 - Ritchie Valens, Amerikaans zanger (overleden 1959)
- 1942 - Guido Horckmans, Belgisch acteur (overleden 2015)
- 1942 - Pál Schmitt, Hongaars schermer, IOC-lid en voorzitter van het Hongaars Olympisch Comité
- 1942 - Frans Vanistendael, Belgisch jurist (overleden 2021)
- 1944 - Uwe Barschel, Duits politicus (overleden 1987)
- 1944 - Heleentje van Cappelle, Nederlands zangeres
- 1944 - Armistead Maupin, Amerikaans auteur
- 1944 - Aman Toelejev, Russisch politicus (overleden 2023)
- 1945 - Lasse Berghagen, Zweeds singer-songwriter en acteur (overleden 2023)
- 1945 - Hans Kosterman, Nederlands zanger/gitarist, bestuurder (overleden 2015)
- 1946 - Tim Pigott-Smith, Brits acteur (overleden 2017)
- 1946 - Jean Rondeau, Frans autocoureur (overleden 1985)
- 1948 - Desiderio Navarro, Cubaans kunst- en cultuurcriticus
- 1949 - Gregory Areshian, Armeens archeoloog (overleden 2020)
- 1949 - Zoë Wanamaker, Amerikaans actrice
- 1950 - Stevie Wonder, Amerikaans zanger, producer en songwriter
- 1951 - Herman Philipse, Nederlands filosoof
- 1951 - James Whale, Brits radio-dj, radiopresentator, podcastpresentator en schrijver (overleden 2025)
- 1952 - Jean-Paul Bertrand-Demanes, Frans voetbaldoelman
- 1952 - Manfred Langer, Nederlands eigenaar van de Amsterdamse discotheek iT (overleden 1994)
- 1952 - Cock Rijkens, Nederlands voetbaldoelman (overleden 2018)
- 1953 - Harm Wiersma, Nederlands dammer en politicus
- 1954 - Johnny Logan, Iers zanger en tweemaal winnaar van het Eurovisiesongfestival
- 1955 - Paul van Groningen, Nederlands kunstschilder
- 1956 - Fernando Delfim da Silva, Guineebissaus diplomaat en politicus
- 1956 - Aleksandr Kaleri, Russisch ruimtevaarder
- 1956 - Artur dos Santos Lima (Arturzinho), Braziliaans voetballer en trainer
- 1958 - Marjo van Agt, Nederlands atlete
- 1960 - Walter De Smet, Belgisch atleet
- 1960 - Maggie Mae, Duits schlagerzangeres en actrice (overleden 2021)
- 1960 - Dick van den Toorn, Nederlands acteur
- 1961 - Dick van Egmond, Nederlands voetbalscheidsrechter
- 1961 - Walter Lang, Duits pianist (overleden 2021)
- 1961 - Dennis Rodman, Amerikaans basketballer en acteur
- 1962 - Joeri Michailovitsj Maroesik, Oekraïens-Russisch arachnoloog en entomoloog
- 1962 - Lil Louis, Amerikaans houseproducer
- 1963 - Arvid Engegård, Noors musicus en dirigent
- 1963 - Andrea Leadsom, Brits conservatief politica
- 1963 - Christian Perez, Frans voetballer
- 1964 - Robert Marland, Canadees roeier
- 1966 - Dave Angel (David Angelico Nicholas Gooden), Brits technoproducer
- 1966 - Darius Rucker, Amerikaans zanger
- 1967 - Chuck Schuldiner, Amerikaans metalmuzikant (overleden 2001)
- 1970 - Robert Maćkowiak, Pools atleet
- 1972 - Pieta van Dishoeck, Nederlands roeister
- 1972 - Ralph Ferron, Luxemburgs voetballer
- 1975 - Evelin Samuel, Ests zangeres
- 1977 - Tom Cotton, Amerikaans Republikeins politicus
- 1977 - Ilse DeLange, Nederlands zangeres
- 1977 - Samantha Morton, Engels actrice
- 1977 - Tarik Sektioui, Marokkaans voetballer
- 1979 - Carl Philip van Zweden, Zweeds prins
- 1979 - Mile Krstev, Macedonisch voetballer
- 1981 - Fabiana Diniz, Braziliaans handbalster
- 1981 - Nicolás Frutos, Argentijns voetballer
- 1981 - Sunny Leone, Canadees actrice
- 1981 - Rebecka Liljeberg, Zweeds actrice
- 1982 - Kevin Begois, Belgisch voetbaldoelman
- 1982 - Amine Laâlou, Marokkaans atleet
- 1982 - Donnie Nietes, Filipijns professioneel bokser
- 1982 - Maarten Wynants, Belgisch wielrenner
- 1983 - Édouard Duplan, Frans voetballer
- 1983 - Johnny Hoogerland, Nederlands wielrenner
- 1983 - Grégory Lemarchal, Frans zanger (overleden 2007)
- 1983 - Liesje Schreinemacher, Nederlands (euro)politica (VVD)
- 1983 - Yaya Touré, Ivoriaans voetballer
- 1984 - Dawn Harper, Amerikaans atlete
- 1984 - Emilie Turunen, Deens politica
- 1985 - Yusuke Minato, Japans Noordse combinatieskiër
- 1985 - Ganbaatar Tögsbayar, Mongolisch voetballer
- 1986 - Robert Pattinson, Engels acteur en musicus
- 1986 - Alexander Rybak, Noors zanger en winnaar van het Eurovisiesongfestival 2009
- 1986 - Nino Schurter, Zwitsers mountainbiker
- 1986 - Scott Sutter, Zwitsers voetballer
- 1987 - Hunter Parrish, Amerikaans acteur
- 1987 - Kyle Richardson, Australisch zwemmer
- 1987 - Marianne Vos, Nederlands wielrenster
- 1987 - Charlotte Wessels, Nederlands zangeres
- 1988 - Estefania García, Ecuadoraans judoka
- 1988 - William Lockwood, Australisch roeier
- 1988 - Matt McLean, Amerikaans zwemmer
- 1988 - Guillermo Meza, Mexicaans voetballer (overleden 2010)
- 1988 - Bart Vertenten, Belgisch voetbalscheidsrechter
- 1990 - Íris Guðmundsdóttir, IJslands alpineskiester
- 1990 - Enni Rukajärvi, Fins snowboardster
- 1991 - Anders Fannemel, Noors schansspringer
- 1991 - Roland Leitinger, Oostenrijks alpineskiër
- 1992 - Keltie Hansen, Canadees freestyleskiester
- 1993 - Jack Harries, Engels acteur
- 1993 - Stefan Kraft, Oostenrijks schansspringer
- 1993 - Romelu Lukaku, Belgisch voetballer
- 1993 - Michael Matt, Oostenrijks alpineskiër
- 1993 - Emma Meesseman, Belgisch basketbalster
- 1993 - Debby Ryan, Amerikaans zangeres en actrice
- 1993 - Johannes Rypma, Nederlands zanger
- 1994 - Joost van Aken, Nederlands voetballer
- 1994 - Cameron McEvoy, Australisch zwemmer
- 1994 - Yu Kanamaru, Japans autocoureur
- 1996 - Ferenc Ficza, Hongaars autocoureur
- 1996 - Damon Mirani, Nederlands voetballer
- 1997 - Emma Holmgren, Zweeds voetbalster
- 1997 - Annamaria Serturini, Italiaans voetbalster
- 1997 - Anniek Siebring, Nederlands volleybalster
- 1999 - Sheldon van der Linde, Zuid-Afrikaans autocoureur
- 1999 - Seppe Herreman, Belgisch zanger
- 2001 - Leon Maloney, Engels voetballer
- 2003 - Javi Guerra, Spaans voetballer
- 2006 - Tess Tiebie, Nederlands voetbalster

## Overleden

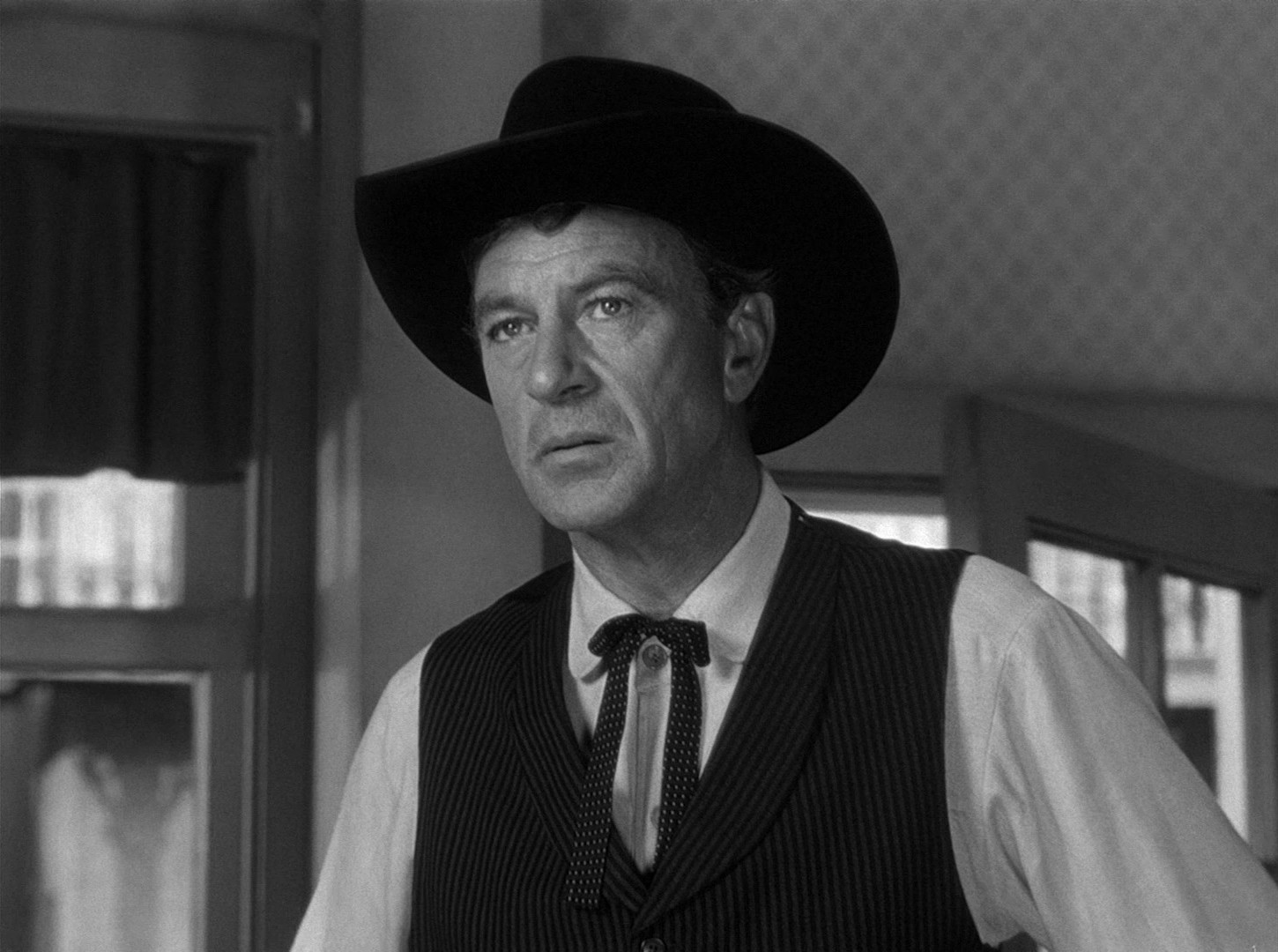
Gary Cooper
overleden in 1961

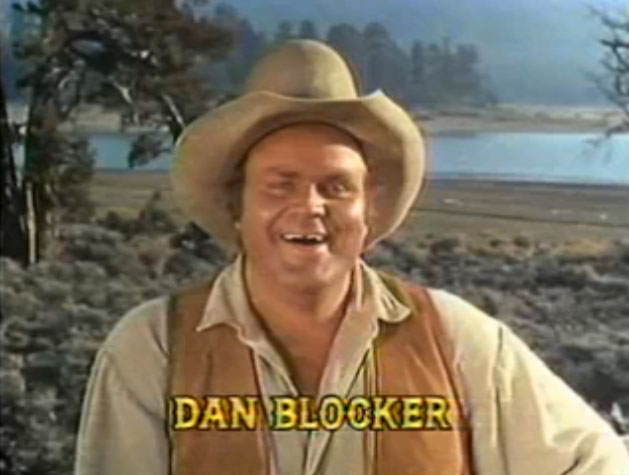
Dan Blocker
overleden in 1972

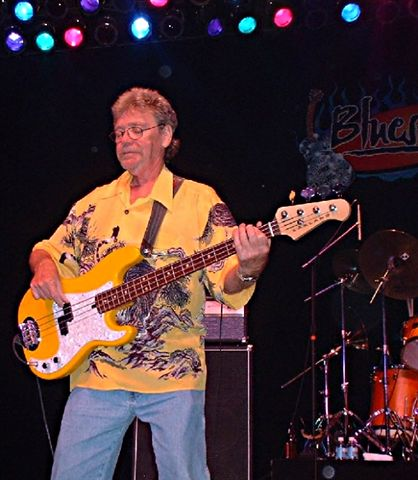
Donald Dunn
overleden in 2012

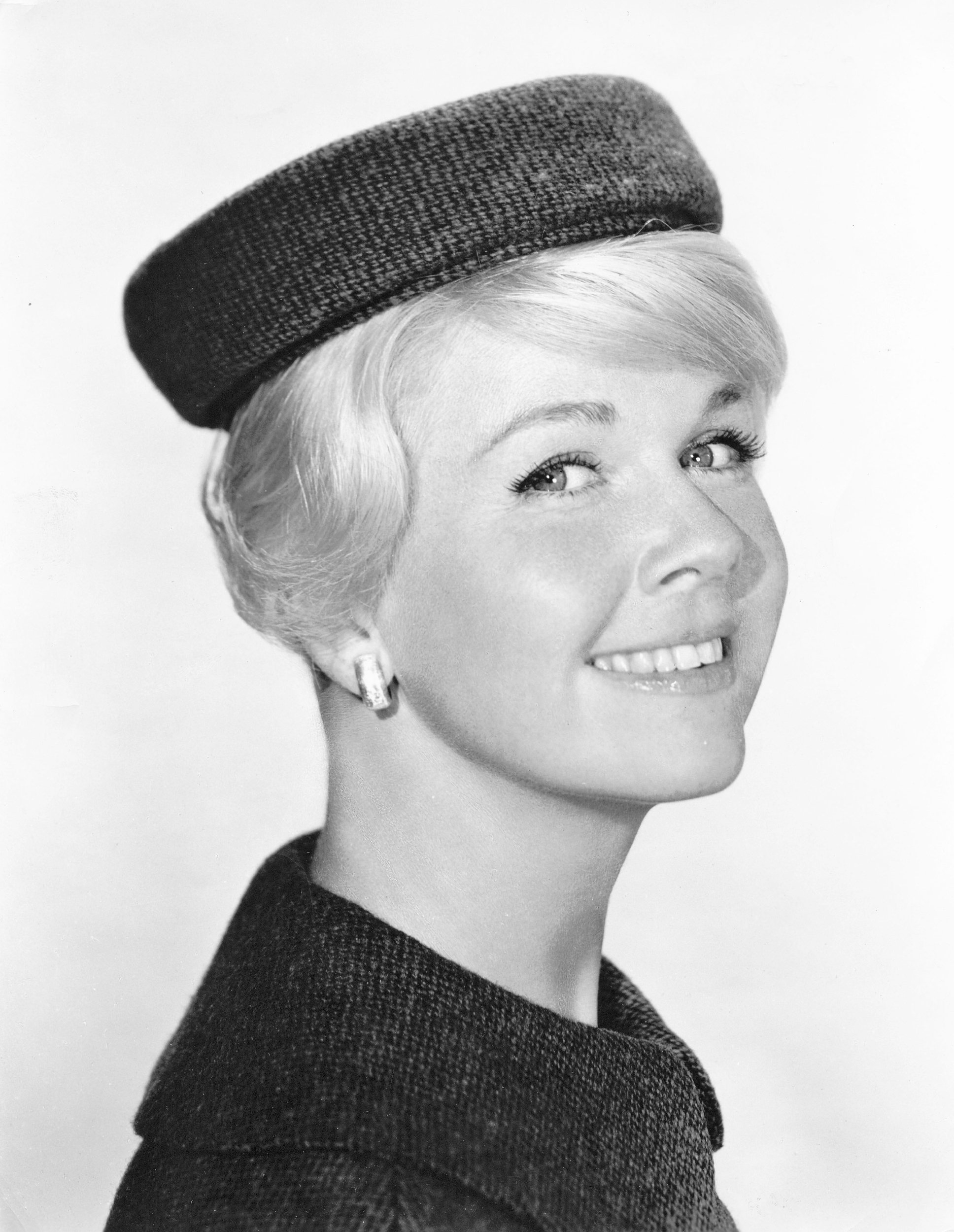
Doris Day
overleden in 2019

- 1619 - Johan van Oldenbarnevelt (71), Nederlands politicus (raadpensionaris)
- 1734 - James Thornhill (58), Engels kunstschilder
- 1832 - Georges Cuvier (62), Frans geoloog, patholoog-anatoom, zoöloog en paleontoloog
- 1835 - John Nash (82), Brits architect
- 1871 - Daniel Auber (89), Frans componist
- 1930 - Fridtjof Nansen (68), Noors ontdekkingsreiziger, wetenschapper en staatsman
- 1951 - Marianne Philips (65), Nederlands schrijver
- 1952 - Edgar Michiels van Verduynen (66), Nederlands politicus
- 1958 - Nico Broekhuysen (81), Nederlands onderwijzer, uitvinder van het korfbal
- 1960 - Harry Schell (38), Amerikaans autocoureur
- 1961 - Gary Cooper (60), Amerikaans acteur
- 1966 - H.M. van Randwijk (56), Nederlands verzetsman en journalist
- 1972 - Dan Blocker (43), Amerikaans acteur
- 1973 - Dries Riphagen (63), Nederlands crimineel en collaborateur
- 1977 - Levinus van Looi (79), Nederlands journalist, oprichter van de VARA
- 1984 - Joop Geesink (71), Nederlands filmproducent
- 1986 - Vasili Ignatenko (25), Wit-Russisch-Oekraïens brandweerman en liquidator bij de kernramp van Tsjernobyl
- 1987 - Ismael Rivera (55), Puerto Ricaans zanger
- 1988 - Chet Baker (58), Amerikaans jazztrompettist
- 1992 - Bart Zoet (49), Nederlands wielrenner en olympisch kampioen
- 1994 - Duncan Hamilton (74), Brits autocoureur
- 2005 - Eddie Barclay (84), Frans platenproducer
- 2005 - Adriano Zamboni (71), Italiaans wielrenner
- 2006 - Jaroslav Pelikan (82), Amerikaans theoloog en historicus
- 2007 - Chen Xiaoxu (41), Chinees actrice en zakenvrouw
- 2008 - Saad Al-Abdullah Al-Salim Al-Sabah (78), Koeweits sjeik en emir
- 2008 - John Phillip Law (70), Amerikaans acteur
- 2008 - Dick Langerhorst (62), Nederlands zwemmer
- 2009 - Achille Compagnoni (94), Italiaans alpinist
- 2009 - Rafael Escalona (81), Colombiaans troubadour
- 2009 - Ad Moons (92), Nederlands atleet
- 2011 - Wallace McCain (81), Canadees ondernemer
- 2012 - Donald Dunn (70), Amerikaans basgitarist en songwriter
- 2012 - Walter Flamme (85), Duits acteur
- 2012 - Les Leston (91), Brits autocoureur
- 2012 - Antoine Nguyễn Văn Thiện (106), Vietnamees bisschop
- 2013 - André Denys (65), Belgisch politicus en gouverneur van Oost-Vlaanderen
- 2013 - Luciano Lutring (75), Italiaans misdadiger, schrijver en schilder
- 2013 - Hilde Van Sumere (80), Belgisch beeldhouwster
- 2013 - Kenneth Waltz (88), Amerikaans politicoloog
- 2014 - David Armstrong (87), Australisch filosoof en hoogleraar
- 2014 - Malik Bendjelloul (36), Zweeds filmregisseur
- 2014 - Anthony Villanueva (69), Filipijns bokser
- 2015 - Gerrit van der Hoeven (88), Nederlands atleet
- 2017 - Wilfried Pas (77), Belgisch beeldhouwer
- 2018 - Edgardo Angara (83), Filipijns politicus
- 2018 - Glenn Branca (69), Amerikaans componist en gitarist
- 2018 - Margot Kidder (69), Canadees-Amerikaans actrice
- 2019 - Doris Day (97), Amerikaans actrice en zangeres
- 2020 - Ágnes Babos (76), Hongaars handbalspeelster en handbalcoach
- 2020 - Gérard Dionne (100), Canadees bisschop
- 2020 - Rolf Hochhuth (89), Duits toneelschrijver
- 2020 - Derek Lawrence (78), Brits geluidstechnicus en muziekproducent
- 2021 - Jan van 't Hek (76), Nederlands voetballer
- 2021 - Norman Simmons (91), Amerikaans jazzpianist
- 2022 - Teresa Berganza (89), Spaans mezzosopraan
- 2022 - Nico de Bruijn (87), Nederlands voetballer
- 2022 - Ben Mottelson (95), Amerikaans-Deens natuurkundige en Nobelprijswinnaar
- 2022 - Simon Preston (83), Brits organist, dirigent en componist
- 2022 - Khalifa bin Zayed Al Nahayan (73), president van de Verenigde Arabische Emiraten
- 2023 - Giotto Bizzarrini (96), Italiaans autobouwer
- 2023 - Alfonso Buonocore (90), Italiaans waterpolospeler en zwemmer
- 2023 - Serge Kimoni (58), Belgisch-Congolees voetballer
- 2023 - Weldon Olson (90), Amerikaans ijshockeyer
- 2024 - Lucien Lafour (81), Nederlands-Surinaams architect
- 2024 - Alice Munro (92), Canadees schrijfster en Nobelprijswinnares
- 2024 - Marc Scheidius (65), Nederlands jurist
- 2025 - Hugo Danckaert (91), Belgisch acteur
- 2025 - Richard Garwin (97), Amerikaans natuurkundige
- 2025 - José Mujica (89), Uruguayaans politicus en president (2010-2015)

## Viering/herdenking
- Rooms-katholieke kalender:

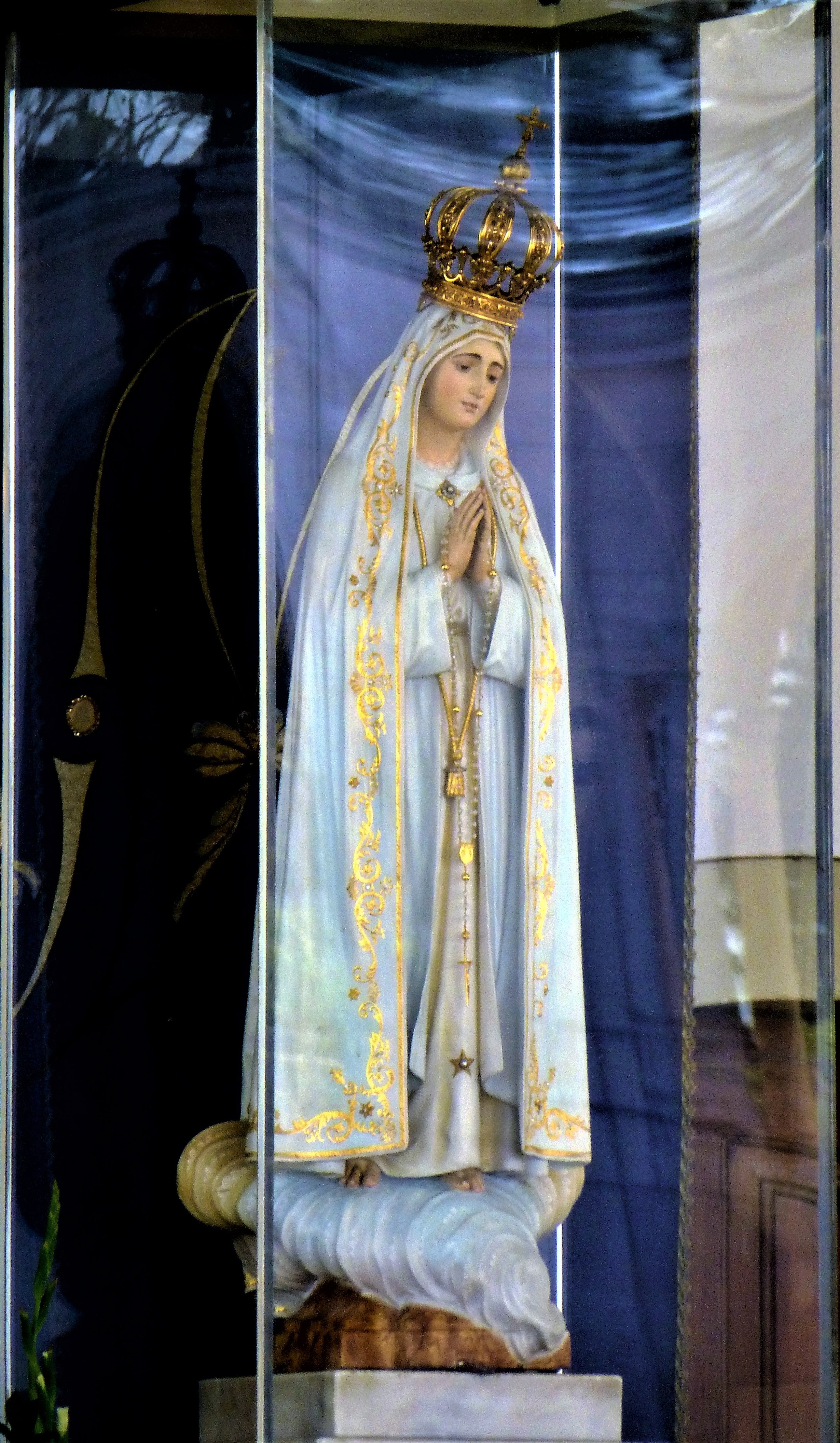
Onze-Lieve-Vrouw van Fátima

  - Onze-Lieve-Vrouw van Fátima (1917) - Vrije Gedachtenis
  - Heilige Servatius van Maastricht († 384), derde van de vier IJsheiligen (van 11 tot 14 mei) - Gedachtenis (in Aartsbisdom Mechelen-Brussel, Bisdom Roermond en Bisdom Den Bosch)
  - Heilige Rolande († c. 774)
  - Zalige Juliana van Norwich (c. 1423)

## Weerextremen

### Nederland
| | Officiële records | Officiële records | Officiële records |      | Landelijke records | Landelijke records | Landelijke records  |
| Gebeurtenis | Jaar              | Extreem           | Locatie           | Jaar | Extreem            | Locatie            |                     |
| --- | ----------------- | ----------------- | ----------------- | ---- | ------------------ | ------------------ | ------------------- |
| Laagste etmaalgemiddelde temperatuur (°C) | 1902              | 4,8               | De Bilt           |      | 1915, 1923         | 4,5                | Eelde               |
| Hoogste etmaalgemiddelde temperatuur (°C) | 1969              | 22,8              | De Bilt           |      | 1969               | 24,2               | Soesterberg         |
| Laagste minimumtemperatuur (°C) | 1941              | −0,4              | De Bilt           |      | 2012 2019          | −1,9               | Twenthe Hupsel      |
| Hoogste minimumtemperatuur (°C) | 1998              | 16,7              | De Bilt           |      | 1998               | 18,3               | Rotterdam Geulhaven |
| Laagste maximumtemperatuur (°C) | 1923              | 8,2               | De Bilt           |      | 1915               | 6,0                | Eelde               |
| Hoogste maximumtemperatuur (°C) | 1945              | 29,8              | De Bilt           |      | 1998               | 31,4               | Woensdrecht         |
| Hoogste uurgemiddelde windsnelheid (m/s) | 1945, 1955        | 11,3              | De Bilt           |      | 1955               | 18,5               | Schiphol            |
| Hoogste windstoot (m/s) | 1960              | 22,1              | De Bilt           |      | 2007               | 26,0               | Hoek van Holland    |
| Langste zonneschijnduur (uur) | 1980              | 14,6              | De Bilt           |      | 1959 1980          | 14,9               | De Kooy Leeuwarden  |
| Langste neerslagduur (uur) | 1972              | 14,0              | De Bilt           |      | 1972               | 14,0               | De Bilt             |
| Hoogste etmaalsom van de neerslag (mm) | 1915              | 23,0              | De Bilt           |      | 1960               | 41,8               | Maastricht          |
| Laagste etmaalgemiddelde relatieve vochtigheid (%) | 1980              | 36                | De Bilt           |      | 1980               | 33                 | Eindhoven           |
| Laagste uurwaarde luchtdruk op zeeniveau (hPa) | 1977              | 996,7             | De Bilt           |      | 1977               | 995,5              | Leeuwarden          |
| Hoogste uurwaarde luchtdruk op zeeniveau (hPa) | 2019              | 1041,0            | De Bilt           |      | 2019               | 1041,9             | Vlieland            |
| Officiële records worden altijd gemeten op het KNMI-weerstation in De Bilt. Landelijke records kunnen worden gemeten op elk officieel KNMI-weerstation in Nederland. |                   |                   |                   |      |                    |                    |                     |

Uitzonderlijke gebeurtenissen
- 1907 - Laatste officiële zomerse dag van het jaar (maximumtemperatuur ≥ 25 °C in De Bilt). Dit is de meest vroege datum waarop de laatste officiële zomerse dag is gemeten.
- 1925 - Eerste officiële warme dag van het jaar (maximumtemperatuur ≥ 20 °C in De Bilt)
- 1931 - Eerste officiële warme dag van het jaar (maximumtemperatuur ≥ 20 °C in De Bilt)
- 1932 - Eerste officiële warme dag van het jaar (maximumtemperatuur ≥ 20 °C in De Bilt)
- 1943 - Eerste officiële zomerse dag van het jaar (maximumtemperatuur ≥ 25 °C in De Bilt)
- 1944 - Eerste officiële zomerse dag van het jaar (maximumtemperatuur ≥ 25 °C in De Bilt)
- 1980 - Landelijk maandrecord laagste etmaalgemiddelde relatieve vochtigheid in % van mei gemeten in Eindhoven: 33. Samen met 12 mei 1938
- 1988 - Eerste officiële zomerse dag van het jaar (maximumtemperatuur ≥ 25 °C in De Bilt)
- 1992 - Eerste officiële warme dag van het jaar (maximumtemperatuur ≥ 20 °C in De Bilt)
- 2019 - Officieel maandrecord hoogste uurwaarde luchtdruk op zeeniveau in hPa van mei gemeten in De Bilt: 1041,0
- 2019 - Landelijk maandrecord hoogste uurwaarde luchtdruk op zeeniveau in hPa van mei gemeten in Vlieland: 1041,9
- 2024 - Officieel hoogste minimumtemperatuur in °C van het jaar gemeten in De Bilt: 14,3 (voorlopig)
- 2024 - Landelijk hoogste minimumtemperatuur in °C van het jaar gemeten in Hoek van Holland: 16,7 (voorlopig). Samen met 14 mei
- 2024 - Officieel hoogste minimumtemperatuur in °C van mei dit jaar gemeten in De Bilt: 14,3 (voorlopig)
- 2024 - Landelijk hoogste minimumtemperatuur in °C van mei dit jaar gemeten in Hoek van Holland: 16,7 (voorlopig). Samen met 14 mei

### België
Dagrecords
- 1902 - Laagste etmaalgemiddelde temperatuur 5,5 °C
- 1998 - Hoogste etmaalgemiddelde temperatuur 23,4 °C
- 1885 - Laagste minimumtemperatuur 0,7 °C
- 1998 - Hoogste maximumtemperatuur 30,1 °C
- 1946 - Hoogste etmaalsom van de neerslag 17,8 mm

Uitzonderlijke gebeurtenissen
- 2007 - Een tornado veroorzaakt in Vesqueville (Saint-Hubert) flinke schade aan daken. Een andere tornado passeert tussen Honsfeld en Buchholz (Büllingen). In Monceau-en-Ardenne (Bièvre), Petit-Fays (Bièvre) en Saint-Hubert valt tijdens onweersbuien hagel met een diameter van zo'n 4 cm.

<< · 1 · 2 · 3 · 4 · 5 · 6 · 7 · 8 · 9 · 10 · 11 · 12 · 13 · 14 · 15 · 16 · 17 · 18 · 19 · 20 · 21 · 22 · 23 · 24 · 25 · 26 · 27 · 28 · 29 · 30 · 31 · >>